# Solveig Bøhle

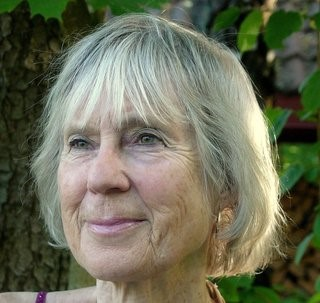
Författaren och radiomedarbetaren Solveig Bøhle

Solveig Bøhle, född i Drangedal, 8 april 1939, är en norsk radioprogramsmakare, sakprosaförfattare och statsstipendiat.
Hon har bokhandelsutbildning med praktik, handelsskola och examen vid Bokhandlerskolen 1959; därefter Nansenskolen 1960-61, ettårig examen artium vid Oslo Språkskole 1961-62 och Statens bibliotekskole 1962-64. Hon arbetade som bibliotekarie i Skien och Köpenhamn i två år innan hon 1966 fick arbete som programsekreterare på NRK.
På NRK jobbade hon först med barn- och ungdomsprogram, innan hon efterhand gick över till feature-, fakta- och kulturprogram för vuxna. 1969-89 var hon ansvarig för programmet Tid for bok, där hon var med på att utveckla radiofortellingen, ljudillustrerade upplysningsprogram. Hon var också producent för kända uppläsningar som senare gavs ut i ljudboksformat: Kalle och Chokladfabriken och Jojjes ljuvliga medicin av Roald Dahl och Den oändliga historien av Michael Ende. Hon slutade på NRK 2002.
För vuxna lyssnare har hon gjort porträtt- och faktaprogram med vikten på (livs)kriser, och personlig utveckling. Hon har gjort serier om de kvarvarandes situation efter en anhörigs självmord, bl.a. tv-serien Tausheten etterpå (sv. Tystheten efteråt) där NRK för första gången tog upp ämnet självmord och de anhörigas situation. 
Bøhle blev statsstipendiat 2002.

## Priser
- Damms mediapris 1984
- Askeladdprisen 1989
- Hirschfeldtprisen 1990